# خالدة صفراء
الخَالدة الصفراء نوع من جنس خالدة. موطنها شمال إفريقيا وجزيرة كريت وأجزاء من آسيا المطلة على البحر الأبيض المتوسط. يزرع في أجزاء كثيرة من أوروبا. أصبح معروفًا لأول مرة في أوروبا حوالي عام 1629، وزُرع منذ عام 1815.

## وصف
نبات عشبي معمر. ساقه فرعاء تعلو من ٢٠ إلى ٥٠ سم. أوراقه متعاقبة مستطيلة زباء النصل. أزهاره عذقية التجميع صفراء. زراعته واسعة الانتشار. ازهراره يستمر من نيسان إلى آب.

## الاستخدامات
تستخدم الأزهار الطبيعية عادة في أكاليل الزهور في الجنازات، أو تختلط النباتات المصبوغة باللون الأسود مع الأزهار الصفراء. النبات مصبوغ أيضًا باللون الأخضر أو البرتقالي الأحمر ، ولذلك يستخدم في باقات أو أغراض الزينة الأخرى.

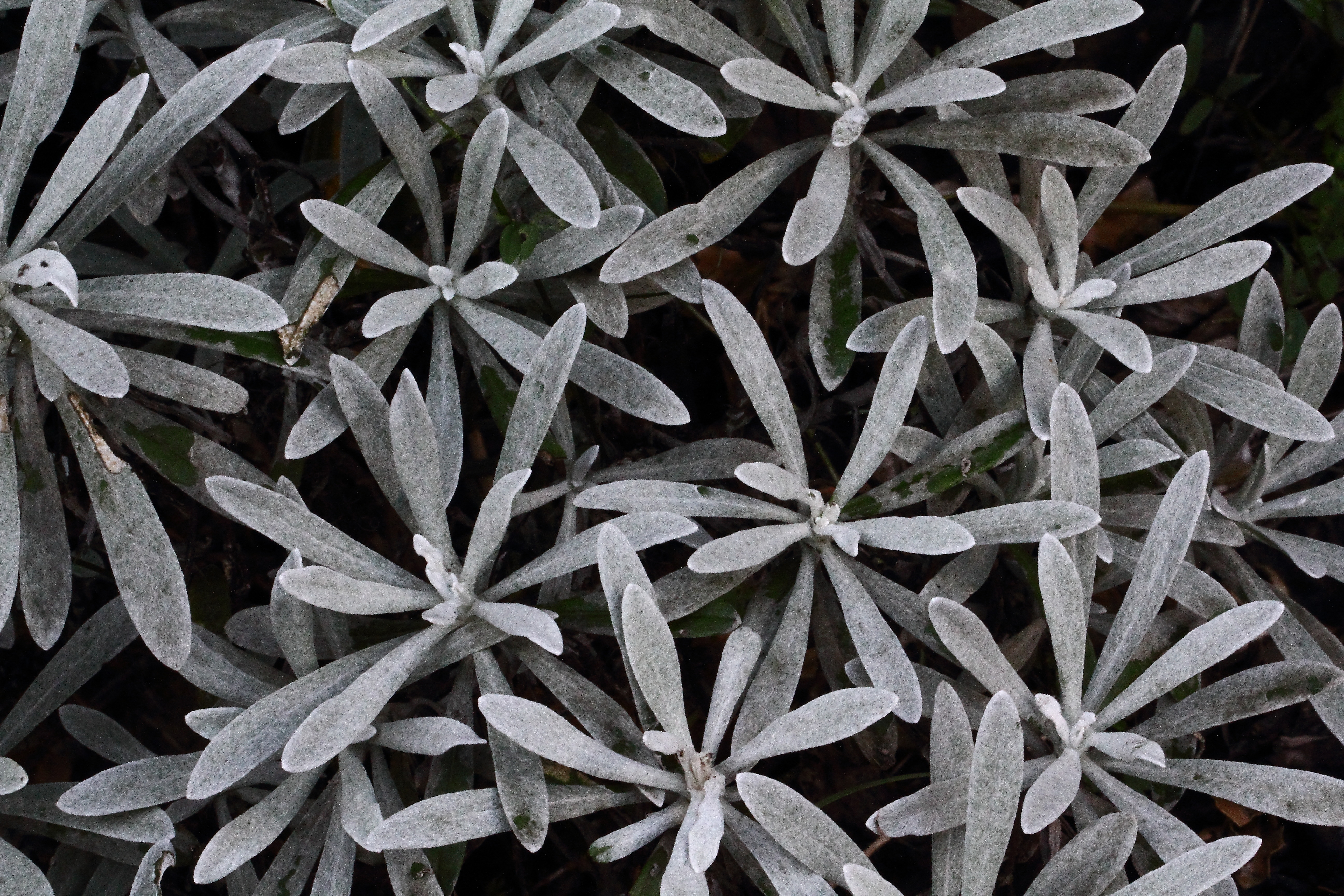
أوراق الشجر الرمادية من الخالدة الصفراء